# 펜터민
펜터민(Phentermine)은 향정신성의약품인 식욕억제제이다. 토피라메이트와의 복합제로도 출시되어있다. 암페타민의 구조를 가진 치환 암페타민으로 마약성이 있어서 조심해서 사용해야 하며 무단으로 복용하면 안된다.